# Pomnik Powstańców Śląskich w Radlinie
Pomnik Powstańców Śląskich w Radlinie – monument w Radlinie, poświęcony pamięci uczestników powstań śląskich z terenu dawnej gminy Biertułtowy (obecnie Radlin).

## Lokalizacja
Znajduje się w ścisłym centrum miasta, na terenie dawnej gminy Bierułtowy, w Parku Leopolda Zarzeckiego, tuż obok Sportowej Szkoły Podstawowej nr 2 w Radlinie.

## Historia
Pomnik pamięci biertułtowskich uczestników powstań śląskich odsłonięty został 30 września 1928 roku, na placu targowym, gdzie odbywały się uroczystości państwowe i skąd wyruszali powstańcy. Placowi targowemu nadano w tym czasie nazwę „imienia Leopolda Zarzeckiego”, działacza narodowego i chadeckiego z terenu Radlina, bliskiego współpracownika Wojciecha Korfantego. Po wybuchu II wojny światowej pomnik został wysadzony przez Niemców. Główna część monumentu została jednak uratowana przez miejscową ludność (m.in. przez Pawła Kłosoka, późniejszego kwatermistrza obwodu wodzisławskiego ZWZ-AK) i ukryta do końca wojny. Po wojnie odrestaurowano pomnik, na podstawie zachowanego fragmentu i odsłonięto go w oryginalnej lokalizacji 2 maja 1946 roku.
Pomnik kilkukrotnie zmieniał swój wygląd (przede wszystkim rzeźbę orła na jego zwieńczeniu) zaś w latach 70. został przeniesiony z terenu parku w stronę ul. majora Rogozina. W 2019 pomnik został rozebrany, a utworzona replika oryginału została postawiona w pierwotnej lokalizacji, w centrum Parku Leopolda Zarzeckiego. Odsłonięcie nowego pomnika nastąpiło 3 maja 2019.

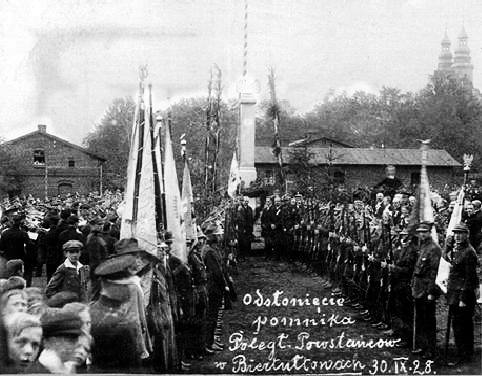
Odsłonięcie Pomnika Powstańców Śląskich w Radlinie (1928)

## Opis
Pomnik Powstańców Śląskich w Radlinie to obelisk z marmurową rzeźbą orła wznoszącego skrzydła do lotu. Na obelisku wyryty jest symbol krzyża w wieńcu oraz napis Na wieczną pamiątkę, poległym za wolność Ojczyzny Bohaterom gminy Biertułtowy. Sława Im. Za przykładem Waszem bronić będziemy Piastowskiej ziemi do ostatniej kropli krwi. Obywatele. Obelisk uzupełniony jest również nazwiskami poległych powstańców śląskich z Biertułtów.